# Kariamangalam
Kariamangalam é uma panchayat (vila) no distrito de Dharmapuri, no estado indiano de Tamil Nadu.

## Demografia
Segundo o censo de 2001,  Kariamangalam  tinha uma população de 12,033 habitantes. Os indivíduos do sexo masculino constituem 50% da população e os do sexo feminino 50%. Kariamangalam tem uma taxa de literacia de 58%, inferior à média nacional de 59.5%: a literacia no sexo masculino é de 67% e no sexo feminino é de 49%. Em Kariamangalam, 12% da população está abaixo dos 6 anos de idade.